# Telmatobius huayra
Telmatobius huayra là một loài ếch trong họ Leptodactylidae. Chúng là loài đặc hữu của Bolivia.
Các môi trường sống tự nhiên của chúng là sông, đầm nước, và đất ngập nước địa nhiệt.